# För alla åldrar
För alla åldrar är en TV-serie producerad av BLA Stockholm, skapad av Petter Lennstrand, och med manus skrivet av Martin Olczak. Programmet sändes första gången i SVT i tolv avsnitt under hösten 2009, med start 7 oktober. Programmet sändes i Barnkanalen, men riktar sig egentligen till hela familjen. Programmet visades även på SVT Play.
Säsong två hade premiär 20 januari 2011, och innehöll även den tolv avsnitt.

## Rollista[6]
- Frisören - Fredrik Lycke
- Farfar - Gustav Funck
- Lilltjejen - Albin Olsson
- Professorn - Björn Carlberg
- Ungdomspensionärerna - Björn Carlberg (Bruno) och Petter Lennstrand (Sulo)
- Åldersgränsarn (Rydberg) - Petter Lennstrand
- Bananen - Albin Olsson

## Handling
Säsong ett utspelar sig på Salong För alla åldrar där Frisören (Fredrik Lycke) jobbar. Säsong två utspelar sig på Saloon För alla åldrar där Fredrik Lycke istället spelar Kyparn. I båda säsongerna har han Farfar (Gustav Funck) och Lilltjejen (Albin Olsson) vid sin sida. De tre diskuterar olika frågor utifrån avsnittens tema. Det är ofta frågor om skillnaden mellan olika åldrar, och i de flesta avsnitten får de en fråga från någon av kunderna som ringer.

## Inslag
- Professorn - Vägg i vägg med salongen finns ett litet laboratorium där Professorn (Björn Carlberg) håller till. Förutom att tillverka olika krämer som säljs i salongen visar hon också olika metoder för att bestämma folks ålder. Professorn är även med i säsong två, och har då ett större laboratorium där gästerna brukar komma in genom en skjutdörr. Dörren brukar alltid krångla.
- Åldersgränsarn - I närheten av salongen/saloonen har Åldersgränsarn Rydberg (Petter Lennstrand) sin butik. Butiken säljer olika saker i varje avsnitt, men det är alltid någon kund som vill handla något specifikt. Rydberg förklarar då att personen är för gammal eller ung för det han eller hon tänkt köpa, så kunderna får oftast gå därifrån med något annat än vad de tänkt köpa. I de olika avsnitten har butiken bland annat varit biograf, polisstation, resebyrå, datorbutik, med mera.
- Ungdomspensionärerna - Ett annat inslag i programmet är Ungdomspensionärerna. Det är gamlingarna Bruno (Björn Carlberg) och Sulo (Petter Lennstrand) som bor tillsammans i en lägenhet. Trots sin ålder och sina krämpor är de unga i sinnet och åker skateboard och använder mobiltelefon. Inslagen slutar nästan alltid med att Sulo ramlar och slår sig. I säsong två får de ibland besök av grannen Bananen (Albin Olsson) som sitter i rullstol.
- Vem ljuger?* - I inslaget Vem ljuger? får tittarna se tre personer som säger hur gamla de är. En av personerna ljuger, och under några sekunder får tittarna gissa vem det är som ljuger. Sedan förklarar en av de tre att han eller hon ljög, och avslöjar sin riktiga ålder. Inslaget är bara med i första säsongen.
- Gissa åldern* - En person sitter i en frisörstol och ger ledtrådar om hur gammal han eller hon är, och avslöjar till slut sin ålder. Inslaget är bara med i några avsnitt av den första säsongen.
- Yngle och gamle* - I två av avsnitten i säsong ett får vi träffa Yngle och Gamle (Gamle spelad av Thomas Lundqvist). Yngle är en liten mumie och Gamle är en lång, långhårig gammal gubbe. De ställs inför olika problem som de löser genom att samarbeta.

(*=Inslag som endast var med i första säsongen)